# Stadtplanung von Savannah

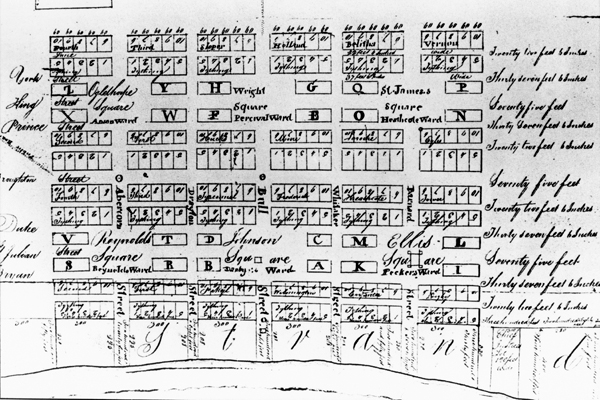
Stadtplan von Savannah aus dem Jahre 1770

Der Stadtplanung von Savannah, die Planung der Stadt Savannah (Georgia), gilt als älteste Stadtplanung der Vereinigten Staaten, die sich aus einem wiederholenden modularen Raster mit Häuserblöcken und öffentlichen Mehrzweckbereichen aufbaut – ein Konzept, das später immer wieder von den Stadtplanern aufgenommen wurde.

## Geschichte
Savannah wurde 1733 gegründet. Die Stadt liegt auf einer ca. zehn Meter hohen Klippe über dem Savannah River. Es war die letzte koloniale Hauptstadt, die von Großbritannien in Amerika gegründet wurde. Die Planung erfolgte durch General James Oglethorpe, der Philanthrop war. Die Planung spiegelte politische und organisatorische Überlegungen der damaligen Zeit wider. Jeder Wohnblock bestand aus zehn Haushalten, die gemeinsames Wachpersonal hatten. Die sich wiederholende nicht-hierarchische Anordnung von Bezirken mit den immer gleich großen Plätzen verweist auf die utopischen Ideale der Kolonie. Der Stadtplan erwies sich aber als sehr anpassungsfähig, sodass die Stadt wachsen und sich entwickeln konnte.

## Stadtplanung
Die Grundeinheit ist ein Bezirk, der 600 Fuß (ca. 180 m) in Nord-Süd-Richtung und 540 bis 600 Fuß (ca. 160 bis 180 m) in West-Ost-Richtung misst. Straßen und Bauplätze sind um einen zentralen Platz angeordnet. Die Straßen, welche die Bezirke begrenzen, dienen als Hauptachsen für den Verkehr. Die Straßen innerhalb der Bezirke werden durch die Plätze unterbrochen und sind dadurch fußgängerfreundlicher, weil sie vom Durchgangsverkehr gemieden werden. Die vier Ecken jedes Bezirks sind durch je einen Tything genannten Wohnblock belegt, der aus zehn Häuserparzellen links und rechts an einer in West-Ost-Richtung durch den Block verlaufenden Erschließungsstraße besteht. Jedes Grundstück ist 60 × 90 Fuß (ca. 18 × 27 m) groß, wobei die schmale Seite an der Straße liegt. An der Ost- und Westseite des zentralen Platzes befinden sich vier größere Grundstücke, die sogenannten Trustee Lots („Administratoren-Grundstücke“), die ursprünglich für öffentliche Bauten wie Kirchen, Banken oder Regierungsgebäude reserviert waren.